# Косьцеше
Косьцеше (пол. Kościesze) — село в Польщі, у гміні Сьверче Пултуського повіту Мазовецького воєводства.
Населення — 182 особи (2011).
У 1975-1998 роках село належало до Цехановського воєводства.

## Демографія
Демографічна структура станом на 31 березня 2011 року:
|          | Загалом | Допрацездатний вік | Працездатний вік | Постпрацездатний вік |
| -------- | ------- | ------------------ | ---------------- | -------------------- |
| Чоловіки | 86      | 18                 | 64               | 4                    |
| Жінки    | 96      | 23                 | 50               | 23                   |
| Разом    | 182     | 41                 | 114              | 27                   |